# Pierre le Grand (mini-série)
Pour les articles homonymes, voir Pierre le Grand.
Pierre le Grand (Peter the Great) est une mini-série américaine en quatre parties de 93 minutes (totalisant 371 minutes), créée d'après la biographie écrite par Robert K. Massie et diffusée à partir du 2 février 1986 sur le réseau NBC.
En France les 4 épisodes de la série ont été diffusées à la suite du 28 au 31 mars 1987 sur La Cinq.
Au Québec, elle a été diffusée en mars 1987 à la Télévision de Radio-Canada.

## Synopsis
Cette mini-série raconte l'histoire du tsar Pierre le Grand, de son enfance à la mort de son fils, le tsarévitch Alexis. Les premières années sont caractérisées par les luttes de sa sœur Sophie pour s'emparer du pouvoir puis pour le garder. Devenu adulte, Pierre, visionnaire, tente de moderniser la Russie mais d'énormes forces, menées par sa sœur, sa femme puis son fils tentent de le contrer.

## Distribution
- Maximilian Schell : Pierre le Grand
- Vanessa Redgrave : Sophie
- Omar Sharif : Prince Feodor Romodanovsky
- Trevor Howard : Isaac Newton
- Laurence Olivier : Guillaume d'Orange
- Helmut Griem : Alexandre Menchikov
- Jan Niklas : Pierre le grand jeune
- Natalya Andrejchenko : Eudoxie Lopoukhine
- Elke Sommer : Charlotte
- Renée Soutendijk : Anna Mons
- Ursula Andress : Athalie
- Mel Ferrer : Frederick
- Hanna Schygulla : Catherine Skavronskaya
- Mike Gwilym : Chafirov
- Günther Maria Halmer : comte Tolstoï
- Olegar Fedoro : boyard Lopoukhine
- Lilli Palmer : Natalia
- Geoffrey Whitehead : Vassili Golitsyne
- Jeremy Kemp : colonel Patrick Gordon
- Boris Plotnikov : Alexis
- Christoph Eichhorn : Charles XII de Suède
- Nikolai Lazarev : Ivan

## Fiche technique
- Réalisation : Marvin J. Chomsky et Lawrence Schiller
- Scénario : Edward Anhalt et Robert K. Massie
- Musique : Laurence Rosenthal
- Photographie : Vittorio Storaro
- Montage : Bill Parker
- Société de production : NBC
- Langue : Anglais
- Format : Couleur

## Récompenses et nominations

### Récompenses
- Emmy Awards 1986 : Meilleure mini-série dramatique
- Emmy Awards 1986 : Meilleure musique dans une mini-série
- Emmy Awards 1986 : Meilleurs costumes dans une mini-série

### Nominations
- Emmy Awards 1986 : Meilleure distribution artistique dans une mini-série spéciale
- Emmy Awards 1986 : Meilleure photographie dans une mini-série spéciale
- Emmy Awards 1986 : Meilleur son dans une mini-série spéciale
- Emmy Awards 1986 : Meilleure actrice de soutien dans une mini-série spéciale pour Vanessa Redgrave
- Golden Globe Awards 1986 : Meilleure mini-série
- Golden Globes Awards 1986 : Meilleur acteur dans une mini-série pour Jan Niklas
- Golden Globes Awards 1986 : Meilleure actrice de soutien dans un second rôle pour Lilli Palmer

## Commentaires
- Plusieurs scènes ont été tournées à Moscou.
- En France, à la suite des élections législatives de mars 1986, la droite revient au pouvoir. Jacques Chirac, devenu Premier ministre, demande à son ministre de la Communication, François Léotard, de mettre en œuvre la politique audiovisuelle du gouvernement : privatisation de TF1 (FR3 était initialement prévue) et annulation des concessions des deux nouvelles chaînes privées, La Cinq et TV6, trop rapidement attribuées sur pression de l'Élysée sans réel appel d'offres. Par le décret no 86-901 du 30 juillet 1986, le gouvernement de Jacques Chirac décide de réattribuer cette chaîne avant la fin de sa concession[2]. Afin de ne pas laisser un écran noir, La Cinq est autorisée à continuer à émettre mais doit immédiatement cesser de diffuser des films de cinéma[3]. Pour pallier ce manque de longs-métrages, la chaîne achète Pierre le Grand, ainsi que d'autres mini-séries de prestige[4].